# きっと、うまくいく
『きっと、うまくいく』（英語:3 Idiots）は、2009年公開のインド映画。したまちコメディ映画祭では、『3バカに乾杯!』のタイトルで上映された。

## 概要
2009年の公開当時、インド映画歴代興行収入1位を記録した大ヒット映画。インドの工科大学の寮を舞台にした青春劇であり、コメディ映画だが教育問題をテーマにしており、若者の自殺率の高さなども取り上げている。2010年インドアカデミー賞では作品賞をはじめ史上最多16部門を受賞した。
邦題の『きっと、うまくいく』は本作のキーワードである“Aal Izz Well”（アール・イーズ・ウェル、“all is well”の視覚方言）を訳したものである。このフレーズの由来はイギリス統治時代のインドで夜警が街を見回りながら口にしていた言葉であるという。
スティーヴン・スピルバーグは「3回も観るほど大好きだ」と絶賛しており、本作のスポンサーであるリライアンス・ADA・グループはスピルバーグの経営する映画制作会社ドリームワークスにも1000億円以上の出資をしている。ブラッド・ピットも「心震えた」とコメントしており、インド以外でも高い評価を受け、各国でリメイクが決定している。日本では2013年5月18日に公開が開始され、「Yahoo！映画作品レビュー」5月19日付で1位、ぴあの調査による公開初週映画の満足度ランキングも1位となった。第37回日本アカデミー賞では優秀外国作品賞を受賞。
主演のアーミル・カーンは若々しい大学生役を演じたが、実年齢は当時44歳である。当初はもっと若い俳優を起用する予定だったが、カーンは「是非やりたい。やらせてくれるなら若く見えるように体を絞る」と言い、撮影期間中は肌をフレッシュにするため水を1日4リットル飲んで臨んだという。また、R・マドハヴァンも当時39歳、シャルマン・ジョシも30歳だった。

## ストーリー

### 第1部
9月5日。大学時代親友同士だったファルハーンとラージューは、同窓のチャトルから母校へ呼び出される。その日は10年前、ファルハーンらのもう1人の親友であるランチョーと、チャトルが「10年後の今日に母校へ戻り、どちらがより成功したかを見せ合う」という賭けをした日付だった。しかしランチョーの姿はない。ランチョーは大学卒業以来消息を絶っていた。チャトルは、ランチョーがシムラにいると告白。3人は車へ乗り、シムラを目指す。
10年前、インド屈指の難関工科大学ICE（Imperial College of Engineering）。カメラマンを夢見ながらもエンジニアになるよう強要され生きてきたファルハーン、恐怖心から祈りを欠かせないラージュー、探究心旺盛で強い信念を持つランチョー、3人はルームメイトとなる。反骨心の強いランチョーは理不尽な上級生や、教師、学校を支配するヴィールー学長にすら与せず、自らの座右の銘「All is well.」"うまーくいーく"と唱え、思うままに世間の常識に反抗した。ある時、ランチョーと同類と目される4年生のジョイ・ロボが首吊り自殺を果たした。苛烈な競争を強いる大学の教育方針を苦に、その競争から降りたのだった。ヴィールー学長が求めるのは、通知表に記される成績や、就職率、順位など、社会が成功と呼ぶものばかりだった。「学問」ではなく「点の取り方」を教える教育へ、ランチョーは疑問を覚え、真向から対立する。ファルハーンへとラージューはそんなランチョーに引き寄せられ何をするにも3人でいた。対してヴィールーはファルハーンとラージューをランチョーと決別させるために策を講じるが、あえなく失敗し、3人の絆は確固たるものへ変化する。
ランチョーに引き寄せられるのは2人だけではなかった。学内で雑務をこなす少年マンモーハン、ヴィールーの娘で医者を志すピアも、ランチョーの浮世離れした姿勢に触発される。
1年の成績が発表される。ファルハーンとラージューはワースト1位と2位、対してランチョーはチャトルを抑えて1位を獲得した。その後行われた集合写真撮影の途中、ランチョーとヴィールーは「ファルハーンかラージューが就職するか否か」を賭ける。
シムラのランチョーの家へ訪れた一行だったが、そこにいたのはランチョーと名乗る別の人物だった。部屋に飾られた写真は紛れもなく10年前に撮影されたものだったが、ランチョーの位置にはその男が座っていた。

### 第2部
ランチョーを名乗る人物の正体を突き止めるべく、ファルハーンとラージューは再度ランチョーの家を訪れる。その男は自らが本物のランチョーで、大学にいたのは庭師の息子で、ランチョーの家で使用人として雇われていた人物だった。幼い頃から学問に夢中だったことから、無学なランチョーの影武者として、ICEの学位を取得するために大学へ入ったのだった。事実を秘密にするのを条件に、ランチョーがラダックにいると告白した。
4年生になった3人。ランチョーは相変わらず学年首位を独走し、ファルハーンとラージューは万年最下位だった。「どうして成績が上がらない？」そんな2人の問いに、ファルハーンは工学ではなく写真に魅せられながらもそれをひた隠しにしているから、ラージューは臆病から神頼みになり勉強に集中できないからだと笑って答える。それに対して、ランチョーはピアへの恋心をひた隠し、ばれないよう臆病でいると言い返される。ファルハーンとラージューは「ランチョーがピアへ愛を告白すれば、父親へ写真家になりたいと伝え、信仰の指輪を捨てて面接へ行く」と酩酊ながらに宣言する。その直後、一行はヴィールー宅を訪れる。ランチョーはピアの枕元で愛を告白する。酔っ払った3人はヴィールーの魔手から逃れたものの、ラージューだけが顔を見られてしまう。後日、ヴィールーに呼び出されたラージューは退学を言い渡され、それが嫌ならばランチョーを身代わりに差し出すよう命じられる。八方塞がりに陥ったラージューは精一杯の抗議として、窓から飛び降り、一時的に全身が麻痺する危険な状態に陥る。入院中、ランチョーとファルハーンは何とかラージューを復活させようと、退学処分の取り消しを伝えたり、パーティーを催し、果てには幸せな嘘をいくつも吐いた。ついにラージューは回復する。
ファルハーンはある写真家から助手としてのスカウトを受ける。ランチョーがファルハーンの写真をこっそり送り、それを気に入ったのだった。しかし、その道を進むには父親を認めさせなければならない。社会への体裁を気にしてファルハーンをエンジニアへ仕立てようとする父親に、ファルハーンは正面から向き合い、説得に成功する。一方、車椅子での移動ができるまでになったラージューは、指輪を捨てて面接へ赴く。成績の不振を尋ねられ、自らの恐怖心を、先の自殺未遂を交えて告白する。会社側に迎合しようとせず、自らの言葉を放ったラージューは感銘を受けられ、その場で内定を得た。
ラージューへの復讐を目論むヴィールーは、彼を落第させるために難解な答案を作成する。ピアを通じてそれを察知したランチョーとファルハーンは答案を盗み出すが、ラージュは自らの実力で合格してみせると意気込む。しかし、盗みがヴィールーに露呈し、3人は即刻退学を言い渡される。その夜、町は道路が浸水するほどの豪雨に見舞われる。ピアの姉がそのタイミングで破水する。病院へ搬送することはできず、大学の娯楽室で、多くの生徒を巻き込んでのお産を始める。掃除機を用いた即席の吸引器を以て、出産に成功。奇跡的な出来事の立役者となったランチョーはそっと場を去ろうとするが、ヴィールーに呼び止められ、退学の取り消しを言い伝えられる。その後、3人は無事卒業する。式の場で、ランチョーはそそくさと去っていった。それから10年間、ファルハーンとラージューは、彼と連絡をとることすら叶わなかった。
途中でピアを拾い、ランチョーに教えられた住所へやってきた一行。そこはラダックの小学校で、生徒たちがあちこちで珍妙な発明品で遊んでいた。一行はついにランチョーと再会する。

## 登場人物
※日本語吹替 - 初回放送2016年1月1日0:45-3:45 BSジャパン『新春シネマスペシャル』
ランチョー
演 - アーミル・カーン、日本語吹替 - 平田広明
フルネームはランチョルダース・シャマルダース・チャンチャル。好きなことを突き詰める人生を信じる自由奔放な青年。モットーは「Aal Izz Well」（うまくいく）。競争社会の制度に疑問を抱いていて、度々学長やチャトルと衝突する。頻繁に授業を追い出されたりしているが、成績は首席。発明の天才で、その場のありあわせで器用に道具を作り出す。途中、実家が大金持ちらしいことが示唆されるが、素性は10年後まで明らかにされない。10年後の彼を探す旅の中で、ランチョルダース・シャマルダース・チャンチャルは彼の本名ではなく、彼の父が召使いをする家の子の名前であり、彼は勉強嫌いな本当のランチョーの替え玉としてICEに通っていたという事実が発覚する。大学卒業後は、辺境の田舎町で、貧しい子供たちの為の小学校を作り、パジャジ・チェータクを改造した米の粉砕機や、自転車の力で動くバリカンなどと言った発明品を作りながら、子供たちに学問を教えていた。
ファルハーン・クレイシー
演 - R・マドハヴァン、日本語吹替 - 高木渉
眼鏡をかけた丸顔の青年。本作のナレーションを務め、彼の視点でストーリーが進む。実家は平凡な家庭で、産まれた瞬間からエンジニアにすると決められたが、本人は工学よりも動物の写真撮影の方が好き。父親に頭が上がらない。
ラージュー・ラストーギー
演 - シャルマン・ジョーシー、日本語吹替 - 川田紳司
家が非常に貧しい苦学生で、家族の生活を背負っているため常にプレッシャーに苛まれ、お守りの指輪や信仰を手放せない。父親は脳卒中で半身不随。工学を愛しているが、成績はギリギリで合格ライン。
ピア・サハスラブッデー
演 - カリーナ・カプール、日本語吹替 - 井上喜久子
本作のヒロインでヴァイラス学長の娘。医学生。兄がいたが、亡くなっている。婚約しているが、ランチョーと出会い恋に落ちる。
ヴィールー・サハスラブッデー
演 - ボーマン・イラーニー、日本語吹替 - 玄田哲章
ICE学長。通称は本名を略したヴァイラス（ウイルスを意味する）。競争社会を支持する厳しい教育者で、ランチョー達を目の敵にしている。
チャトル・ラーマリンガム
演 - オミ・ヴァイディア、日本語吹替 - 水島裕
実家が裕福で嫌味な男。通称サイレンサー（すかしっ屁を意味する）。ウガンダ生まれでヒンディー語があまり得意ではない。勉強熱心だが、何事も教科書通り記憶し、テストで点数を取るだけで他者に伝えるわかりやすさや物事の理由を突き詰めようとはしない。ランチョーと対極のキャラクターであり、勉強ばかりしているのにランチョーに負けているため彼を敵視している。
10年後には大会社の副社長になっており、ランボルギーニ・ディアブロやボルボ・XC90に乗るほど経済的には成功しており、高名な発明家と契約を行う大事な取引を控えている。
モナ・サハスラブッデー
演 - モナ・シング、日本語吹替 - 石塚理恵
ピアの姉。妊娠している。
スハース・タンドン
オリヴァー・サンジェイ・ラフォント、日本語吹替 - 土田大
ピアの婚約者。ICE卒業後に経営学を学び、アメリカに就職する予定の銀行員の男性でかなりの金持ち。しかし、あらゆるものをブランドと金でしか評価しない男で、ランチョーからは「値札人間」と評されている。
マンモーハン
演 - ラフル・クマール（少年期）、ドゥシャント・ワーグ（青年期）、日本語吹替 - 中村章吾
ランチョー達の友人。学生ではなく大学内で荷物運びなどで働いている小柄な青年。通称ミリ坊主（もしくはミリメーター）。
ジョイ・ロボ
演 - アリ・ファザル、日本語吹替 - 吉野貴宏
ICE学生の青年でランチョー達の先輩。田舎の村出身で、村で初めてのエンジニア候補。大学で数少ないランチョーの同類で、競争ではなく発明に情熱を注ぐ。しかし経済的に困窮している家庭の事情で時間がかかってしまい、卒業製作が間に合わなくなってしまう。
フンスク・ワングル
400以上の特許を持つ発明家。10年後のチャトルが契約を取るために交渉中の相手。

## スタッフ
- 監督 - ラージクマール・ヒラーニ
- 製作 - ヴィドゥ・ヴィノード・チョープラー
- 脚本 - ラージクマール・ヒラーニ、 ヴィドゥ・ヴィノード・チョープラー、ジット・ジョーシ
- 撮影 - C・K・ムラリーダラン
- 音楽 - ジャンタヌ・モイトラ、アトゥル・ラニンガ、サンジャイ・ワンドレカール
- 編集 - ランジート・バハドウル、ラージクマール・ヒラーニ
- 日本語字幕監修 - いとうせいこう

## 受賞歴
- 第57回国家映画賞[7]
  - 作品賞
  - 音響賞（Anup Dev）
  - 作詞賞（Swanand Kirkire - Behti Hawa Sa Tha Wo）

- 2010 国際インド映画アカデミー賞（IIFA Awards）[8]
  - 作品賞
  - 監督賞（ラージクマール・ヒラーニ）
  - 原案賞（ジット・ジョーシ、ラージクマール・ヒラーニ、ヴィドゥ・ヴィノード・チョープラー）
  - 助演男優賞（シャルマン・ジョーシー）
  - 主演女優賞（カリーナ・カプール）
  - 悪役賞（ボーマン・イラーニー）
  - 作詞賞（Swanand Kirkire）
  - 男性歌手賞（- Shaan - Behti Hawa Sa Tha Wo）
  - 撮影賞（- C. K. Muraleedharan, ISC）
  - 脚本賞（ジット・ジョーシ、ラージクマール・ヒラーニ、ヴィドゥ・ヴィノード・チョープラー）
  - 台詞賞（ラージクマール・ヒラーニ、ジット・ジョーシ）
  - 編集賞（ラージクマール・ヒラーニ）
  - 録音賞（Bishwadeep Chatterjee、Nihal Ranjan Samal）
  - 歌曲録音賞（Bishwadeep Chatterjee、Sachin K Sanghvi）
  - Best Sound Re-Recording（Anup Dev）
  - Best Background Score（Sanjay Wandrekar,Atul Raninga、Shantanu Moitra）

- 2010 フィルムフェア賞
  - 作品賞
  - 監督賞（ラージクマール・ヒラーニ）
  - 助演男優賞（ボーマン・イラーニー）
  - 台詞賞（ラージクマール・ヒラーニ、ヴィドゥ・ヴィノード・チョープラー
  - 原案賞（ジット・ジョーシ、ラージクマール・ヒラーニ）
  - 脚本賞（ラージクマール・ヒラーニ 、ヴィドゥ・ヴィノード・チョープラー）

- 2010 Max Stardust Awards
  - 作品賞
  - 最優秀女優賞（カリーナ・カプール）、

- 2010 スター・スクリーン・アワード[9]
  - 作品賞
  - 監督賞（ラージクマール・ヒラーニ）
  - 主演女優賞（カリーナ・カプール）
  - 悪役賞（ボーマン・イラーニー）
  - コメディアン賞（オーミー・ヴァイディア）
  - 脚本賞（ジット・ジョーシ、ラージクマール・ヒラーニ、ヴィドゥ・ヴィノード・チョープラー）
  - 台詞賞（ジット・ジョーシ、ラージクマール・ヒラーニ）
  - 編集賞（ラージクマール・ヒラーニ）
  - 振付賞（Bosco-Caesar - Zoobi Doobi）
  - 新人俳優賞（オーミー・ヴェイドヤー）

- 第37回日本アカデミー賞 優秀外国作品賞（2013年）[10]

## リメイク
本作は Chetan Bhagat の2004年の小説 Five Point Someone – What not to do at IIT! が原作である。同じ小説を原作としている他の映画、および本作のリメイクを以下にあげる。
- Nanban / நண்பன் (2012年/インド) - タミル語の映画。監督はシャンカル。
- 3 Idiots (2017年/メキシコ) - スペイン語の映画。